# Nocturns op. 62 (Chopin)

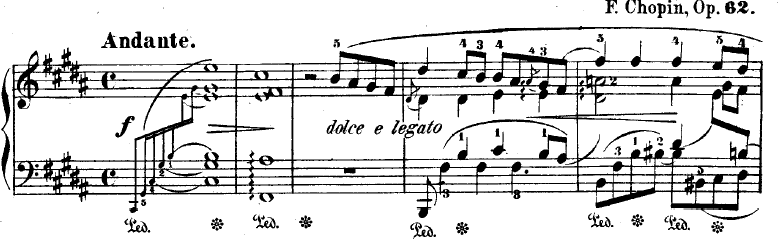
Inici del "Nocturn en si major, op. 62, núm. 1".

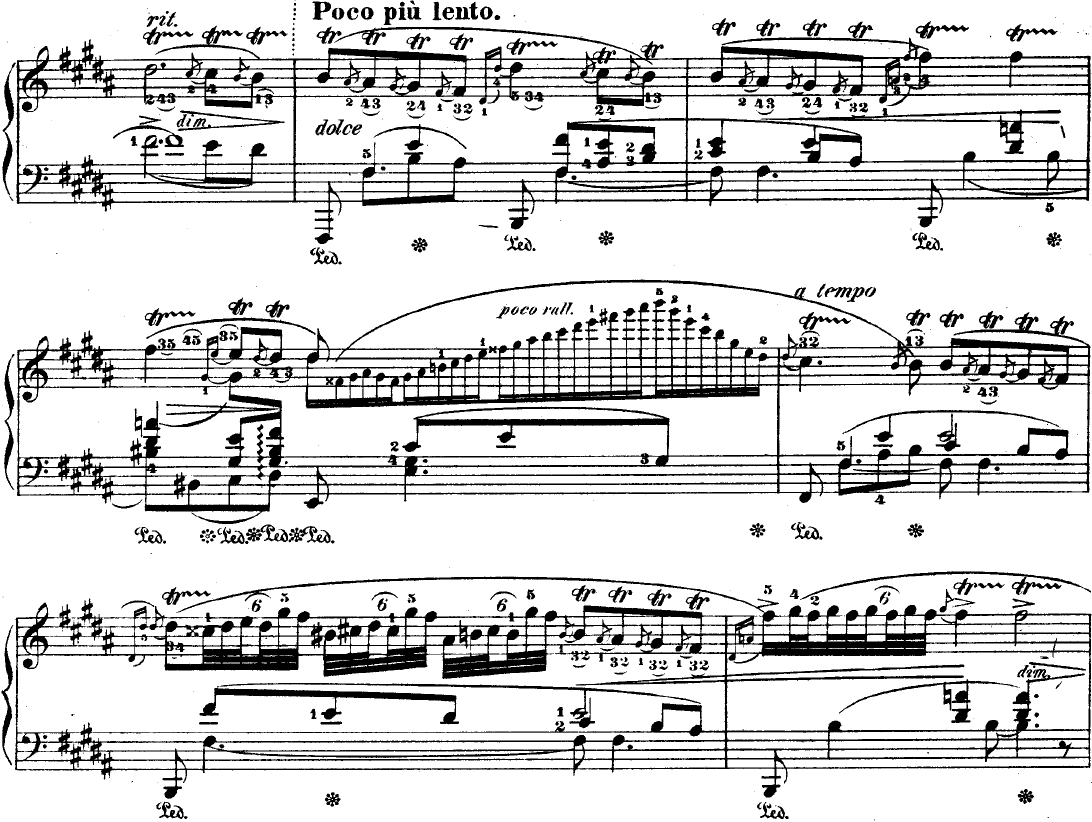
Fragment ornamentat del tema principal

Els Nocturns op. 62 són els darrers nocturns que va compondre Frédéric Chopin i foren publicats el 1846. Estan dedicats a Mdlle. R. de Konneritz.
Havien passat 3 anys des de la composició dels Nocturns op. 55 i la llibertat del disseny del fraseig i del contingut temàtic confirma els dos últims assajos de Frédéric Chopin dins la forma del nocturn (el Nocturn en mi menor, op. pot. 72 és molt anterior), i indiquen una mentalitat de composició que tot basant-se en el "Nocturn op. 55 núm. 2", va més enllà. Els Nocturns op. 62 són tan únics en cada detall que va caldre esperar unes dècades perquè el món musical europeu apreciés realment la seva veritable importància. Fins i tot a principis del segle XX era comú desestimar aquestes obres com a productes d'una malalt, d'un esperit debilitat, derrotat i tristament sense d'inspiració. Res podria estar més lluny de la veritat; dues obres excepcionals íntimament expressives.

## Nocturn en si major, op. 62, núm. 1
El Nocturn en si major, op. 62, núm. 1 és una de les últimes obres de Chopin, embruixada i plena de misteri. La seva primera secció transcorre suaument i sense problemes (dolce, legato). Però la cançó aviat es converteix en la declamació, liderat per una veu sublim, dramàtic plantejat. La secció mitjana, en sostenuto, està en la bemoll major. Sona com una reflexió i la música sona diferent del que es podria esperar en els nocturns de Chopin; no és una secció forta i explosiva, com és freqüent en la secció mitjana d'un nocturn. 
És una mica pertorbat, inhibit, amb dubtes i incerteses, provocat pel joc de sincopes. Chopin acaba el sostenuto amb una extrema subtilesa harmònica i molta delicadesa. I, sorprenentment, retorna la secció principal del nocturn, amb el tema inicial alterat: un sense fi de trinats i notes d'adornament. Això és característic de l'ària da capo italiana: quan es repeteix al melodia principal el cantant no només té el dret sinó el deure d'embellir de la manera més elaborada possible la melodia, lluint les seves habilitats vocals.

## Nocturn en mi major, op. 62, núm. 2

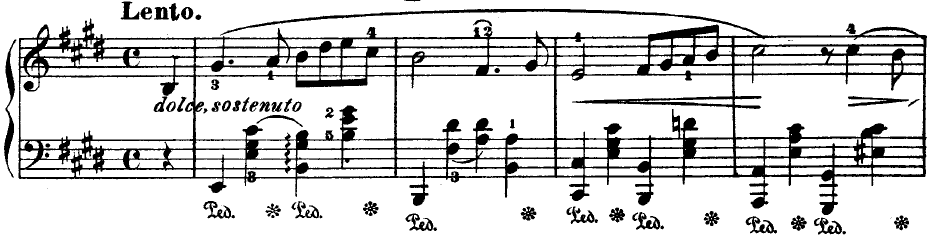
Inici del "Nocturn op. 62, núm. 2"

El Nocturn en mi major, op. 62, núm. 2 es constata que és una de les últimes obres de Chopin. La melodia es desenvolupa lentament i de manera introvertida (lento sostenuto). La narració musical emergeix del silenci i retorna al silenci, després d'assaborir una plenitud del so. La força de l'emoció s'articula mitjançant l'expressió de la melodia que complementa la idea inicial. Explota, trencant el pas tranquil de la melodia amb salts i carreres sobtades abans de tornar-se a recollir un moment després. Aquesta música sona convulsivament tensa (agitato), com un discurs nerviós. L'agitació aviat s'esvaeix per donar pas al tema principal, i es produeix d'una manera meravellosa.